# Paul Joseph Barthez
Paul Joseph Barthez fue un médico francés. Nació en Montpellier el 11 de diciembre de 1734, murió el 15 de octubre de 1806 en París. Definió una concepción patológica llamada Vitalismo de Montpellier.

## Biografía
Era el hijo de un ingeniero de caminos. Estudió en Narbonne y Toulouse. En 1750 Empezó sus estudios de medicina en Montpellier. En 1753 se doctoró en medicina con 19 años. Al terminar sus estudios, se fue a París donde se codeó con los sabios más distinguidos, entre otros d'Alembert, que le hizo trabajar en La Enciclopedia.
En 1756 fue médico en un hospital militar de Normandía a las órdenes del mariscal d'Estrées pero un ataque severo de fiebre le obligó a dejar su puesto. En 1757 se requirieron sus servicios como médico militar en el ejército de Westfalia.
En 1759 se convirtió en profesor de medicina en la Facultad de Medicina de Montpellier, donde durante más de 20 años cosechó los más grandes éxitos. En 1774 fue nombrado canciller adjunto de la facultad.
Llamado a París en 1780, fue nombrado médico consejero del rey, médico del Duque de Orleans y consejero de Estado. En 1801, fue nombrado médico del primer cónsul (premier consul), Napoleón Bonaparte.

## Su obra

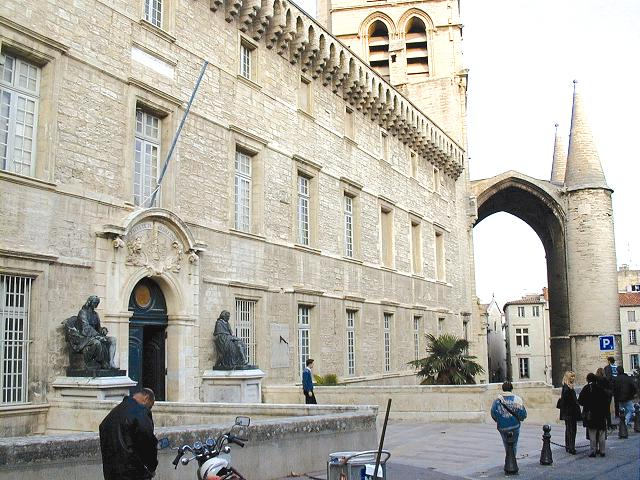
Estatuas de Barthez y Lapeyronie delante de la Facultad de Medicina de Montpellier.

Además de un profundo estudio del cuerpo humano y del talento de generalizar, Barthez poseía una erudición prodigiosa: hablaba casi todas las lenguas de Europa.
En medicina, renunció a las explicaciones puramente químicas o mecánicas, y reconoció la necesidad de admitir, para explicar los fenómenos fisiológicos, una fuerza especial, distinta de las propiedades generales de la materia y que incluso podía algunas veces combatirlas: es lo que él llamaba: De principio vitali hominis (1773). Esta concepción patológica fue conocida como el Vitalismo de Montpellier. En biología, este cuadro teórico tuvo un momento fecundo, porque apartaba lo vivo del mecanismo y las explicaciones causales reductivas del pensamiento cartesiano (siglo XVII), sin caer en lo sobrenatural. 
Sus principales obras fueron: 
- Nouveaux éléments de la science de l'homme, 1778;
- Nouvelle Mécanique des mouvements de l'homme et des animaux, 1802;
- Histoire des maladies goutteuses, 1802.